# Serpent Saints: The Ten Amendments
Serpent Saints: The Ten Amendments (рус. Коварные святые: десять изменений) — девятый студийный альбом шведской дэт-металлической группы Entombed, выпущен в 2007 году на лейбле Candlelight/Threeman Recordings.

## Об альбоме
Барабанщик Peter Stjärnvind покинул группу, и этот альбом стал первой работой с Olle Dahlstedt на барабанах. Запись Serpent Saints проходила в студии Sound Land Studios. Мастерингом материала занимался Сорен Элофссон (Soren Elofsson) в студии Cosmos Mastering в Стокгольме.
Диск Serpent Saints: The Ten Amendments занял третью строчку в шведском национальном хит-параде. Это самый большой успех группы в чартах за всю её карьеру.
По мнению обозревателя сайта Allmusic.com Джейсона Биркмайера, «тот, кто ищет на этом альбоме что-то новое, несомненно будет разочарован, но давние поклонники группы получат от прослушивания удовольствие».

## Список композиций
| №   | Название                                      | Длительность |
| --- | --------------------------------------------- | ------------ |
| 1.  | «Serpent Saints»                              | 5:04         |
| 2.  | «Masters Of Death»                            | 5:00         |
| 3.  | «Amok»                                        | 4:44         |
| 4.  | «Thy Kingdom Coma»                            | 4:07         |
| 5.  | «When In Sodom»                               | 5:39         |
| 6.  | «In The Blood»                                | 4:39         |
| 7.  | «Ministry»                                    | 2:43         |
| 8.  | «The Dead The Dying And The Dying To Be Dead» | 3:00         |
| 9.  | «Warfare, Plague, Famine, Death»              | 3:20         |
| 10. | «Love Song For Lucifer»                       | 3:06         |

## Участники записи
- Lars-Göran Petrov — вокал
- Alex Hellid — гитара
- Nico Elgstrand — бас
- Olle Dahlstedt — барабаны